# Joel Lamela
Joel Lamela (né le 29 janvier 1971 à Nuevitas) est un athlète cubain, spécialiste du sprint.
Si son meilleur temps enregistré sur 100 m par la IAAF n'est que de 10 s 53 aux Championnats du monde à Tokyo (1991), il détient le record de Cuba du 4 x 100 m, en 38 s 00, obtenu à Barcelone lors des Jeux olympiques de l'année suivante (médaille de bronze).
Il est également finaliste olympique en 1996 au sein du relais cubain terminant à la sixième place du 4 x 100 m.
Il est en outre, toujours avec le relais cubain du 4 x 400 m, médaillé d'or aux Jeux panaméricains de 1991 et de 1995, et médaillé de bronze à l'Universiade de 1993.